# Tabanoidea
Tabanoidea Latreille, 1802 è una superfamiglia di Insetti dell'ordine dei Ditteri, sottordine Brachycera. Comprende alcune famiglie primitive tradizionalmente incluse nella coorte degli Orthorrhapha.
Nella storia della sistematica dei Ditteri, la denominazione Tabanoidea ricorre fin dagli inizi del XX secolo, introdotta da Coquillett (1901) e adottata da diversi Autori. L'aggregazione della superfamiglia dei Tabanoidea ricorre tuttavia soprattutto negli schemi tassonomici a base filogenetica e con l'abbandono della tradizionale identificazione dei Brachiceri inferiori nel raggruppamento degli Orthorrhapha.

## Descrizione
I Tabanoidea si presentano come un gruppo morfologicamente eterogeneo che condividono con altri Brachiceri primitivi, inclusi in altri infraordini, alcuni caratteri ricorrenti. In generale, i Tabanoidea presentano i seguenti caratteri, in buona parte ricorrenti anche in altri Ortorrafi:
- Il tegumento non presenta formazioni tricoidee assimilabili alle setole o macrotrichi.
- Zampe con pretarsi forniti di tre lobi simili (un arolio e due pulvilli).
- La nervatura alare ha la costa estesa all'intero margine, secondo ramo del settore radiale generalmente diviso in due branche distinte, R4 e R5, presenza di cellula discale chiusa e cellula cup con vertice distale prossimo al margine dell'ala.
- Le antenne sono fondamentalmente del tipo aristato, ovvero composte da tre segmenti basali distinti (scapo, pedicello e primo flagellomero), con terzo articolo sormontato da un'arista o da uno stilo. Un carattere morfofunzionale ricorrente, ma non presente in tutti i Tabanoidea, è l'apparato boccale di tipo pungente-succhiante al quale si associa in genere un regime dietetico zoofago o, più specificamente, ematofago.

## Sistematica
Nella classificazione tradizionale, nell'ambito degli Orthorrhapha si distinguevano fondamentalmente due famiglie, quella dei Tabanidae e quella dei Rhagionidae. Nella prima si comprendeva anche il genere Pelecorhynchus, incluso nella sottofamiglia (Pelecorhynchinae), nella seconda diversi generi che attualmente si tende a trattare come famiglie distinte. Con l'avvento della cladistica, si sono succedute diverse revisioni, riguardanti l'insieme dei generi e delle sottofamiglie che facevano capo ai Tabanidae e ai Rhagionidae sensu lato. Dalla famiglia dei Tabanidae si separò la sottofamiglia Pelecorhynchinae, comprendente alcuni generi che oggi si identificano nell'unico genere Pelecorhynchus, elevandola al rango di famiglia, con il nome Pelecorhynchidae. Dalla famiglia dei Rhagionidae vennero invece separate le famiglie Athericidae (STUCKENBERG, 1973) e Vermileonidae (NAGATOMI, 1975). Negli Athericidae furono spostati alcuni generi, fra cui i più rappresentativi sono Atherix e Atrichops. Nei Vermileonidae fu invece spostata la sottofamiglia dei Vermileoninae, comprendente generi le cui larve hanno un'etologia inconsueta nell'ambito dei Ditteri e, più in generale, della stessa classe degli Insetti. La famiglia fu inoltre spostata in una sottofamiglia distinta dai Tabanoidea, Vermileonoidea, e addirittura trattata da GRIFFITHS (1994), come unico taxon dell'infraordine Vermileonomorpha, non contemplato nei più recenti schemi tassonomici.
A partire dal 2000, la suddivisione tassonomica dei Tabanoidea ha subito diverse revisioni che ne hanno complicato la composizione a seguito della scoperta di nuove specie e, soprattutto, dell'acquisizione di ulteriori elementi dall'analisi cladistica. Oltre alla riclassificazione di numerose specie, fatto consueto nell'ambito dei Ditteri, va citata la creazione della nuova famiglia Oreoleptidae con la sola specie Oreoleptis torrenticola, descritta nel 2005 da ZLOTY et al..
L'aspetto più incerto è tuttavia la composizione della famiglia Rhagionidae. Per circa un ventennio, la sistematica dei Rhagionidae si è basata sul lavoro di NAGATOMI (1982), che suddivideva la famiglia in tre sottofamiglie: Rhagioninae, Spaniinae e Austroleptinae. La superfamiglia era pertanto suddivisa nelle famiglie Athericidae, Pelecorhynchidae, Rhagionidae e Tabanidae. Questa suddivisione era confermata nel 2000 da un lavoro di WIEGMANN et al. e ancora oggi ricorre in molte classificazioni, con l'aggiunta della nuova famiglia Oreoleptidae. Nel 2001, tuttavia, STUCKENBERG propose un'ulteriore revisione, elevando al rango di famiglia le sottofamiglie Spaniidae e Austroleptidae e includendo nei Rhagionidae sensu stricto il genere Pelecorhynchus. La revisione di STUCKENBERG, per quanto non supportata da molti lavori successivi, a causa delle incertezze che ancora riguardano la filogenesi nell'ambito dei Tabanoidea, è ampiamente citata nella letteratura più recente e pienamente supportata nelle principali banche dati sistematiche relative ai Ditteri.
Sulla base di quanto detto in precedenza, assumendo la classificazione di STUCKENBERG e le successive acquisizioni, la suddivisione dei Tabanoidea si basa sul seguente schema:
Famiglia Athericidae. Si suddivide nei seguenti generi: Asuragina, Atherix (syn. Ibisia), Atrichops, Dasyomma, Microphora, Pachybates, Suragina, Suraginella, Trichacantha.
Famiglia Austroleptidae. Scorporata dai Rhagionidae sensu lato, comprende il solo genere Austroleptis.
Famiglia Oreoleptidae. Proposta nel 2005, comprende un solo genere monotipico con la specie Oreoleptis torrenticola.
Famiglia Rhagionidae sensu stricto. Comprende i generi Alloleptis, Arthroceras, Arthroteles, Atherimorpha, Bolbomyia, Chrysopilus, Desmomyia, Glutops, Neorhagio, Omphalophora, Pelecorhynchus, Protorhagio, Pseudoerinna, Pseudoglutops, Rhagina, Rhagio, Schizella, Solomomyia, Stylospania, Symphoromyia.
Famiglia Spaniidae. Scorporata dai Rhagionidae sensu lato, comprende i generi Litoleptis, Ptiolina, Spania, Spaniopsis, Spatulina.
Famiglia Tabanidae. È il raggruppamento più ampio, comprendente circa 4.400 specie descritte e ripartite fra oltre 140 generi. La sistematica interna di questa famiglia è alquanto complessa. L'albero tassonomico interno riconosciuto ancora da molti Autori è basato su un complesso lavoro di revisione, eseguito da MACKERRAS a metà degli anni cinquanta secondo criteri morfologici, che contempla la suddivisione in sottofamiglie e tribù secondo il seguente schema:
- Sottofamiglia Chrysopsinae. In passato la denominazione di questa sottofamiglia era "Chrysopinae". Pur essendo più corretta, questa denominazione è stata sostituita dalla forma "Chrysopsinae", introdotta per risolvere l'omonimia con la sottofamiglia Chrysopinae[10] (Neuroptera: Chrysopidae)
  - Tribù Bouvieromyiini
  - Tribù Chrysopsini
  - Tribù Rhinomyzini
- Sottofamiglia Pangoniinae
  - Tribù Pangoniini
  - Tribù Philolichini
  - Tribù Scionini
- Sottofamiglia Scepsidinae. Non è contemplata la suddivisione in tribù. La letteratura attribuisce a questa sottofamiglia i seguenti generi:
  - Genere: Adersia
  - Genere: Braunsiomyia
  - Genere: Scepsis
- Sottofamiglia Tabaninae
  - Tribù: Diachlorini
  - Tribù: Daematopotini
  - Tribù: Tabanini

La collocazione dei molteplici generi dei Tabanidae all'interno delle sottofamiglie e delle tribù non è pienamente supportato. Va precisato, in proposito, che la famiglia è stata ampiamente studiata in virtù della sua importanza sotto l'aspetto medico e veterinario e le collezioni sono ricche di esemplari, con relative descrizioni, effettuate da molti Autori ben prima dell'operazione di riordino da parte di MACKERRAS. Storicamente le classificazioni e le successive revisioni dei Tabanidi si sono fondate ampiamente sui colori delle livree, carattere di facile trattazione ma soggetto ad una notevole variabilità e aleatorietà quando la descrizione riguarda esemplari conservati nelle collezioni. Ciò ha portato alla produzione di un'ampia letteratura inerente alla tassonomia dei Tabanidi. Molti dei generi monotipici descritti nel corso della Storia sono stati riclassificati e inclusi come sottogeneri o, addirittura, spostati in altri taxa nelle varie revisioni. Tuttavia, nelle liste riportate nelle principali banche dati e nelle pubblicazioni che trattano di checklist regionali o di riepiloghi delle dotazioni nelle specifiche collezioni, i riferimenti bibliografici relativi a molte specie si limitano alla pubblicazione prodotta dall'Autore originario. Lo stesso BioSystematic Database of World Diptera, una delle banche dati più complete e aggiornate in materia di nomenclatura zoologica e a cui fanno riferimento diverse altre banche dati tassonomiche, riporta come validi molti generi monotipici sulla base della descrizione originaria. La letteratura disponibile non riporta per queste specie l'inquadramento tassonomico secondo lo schema di MACKERRAS, a meno che non siano state trattate in successivi lavori di revisione sistematica. Ne consegue che per circa 30 generi non ci sono in letteratura informazioni sufficienti per una precisa collocazione nell'albero delle sottofamiglie e delle tribù definite da MACKERRAS. Lo stesso MACKERRAS, nel suo ampio lavoro di riordino sistematico, non ha avuto modo di dare una precisa collocazione a diversi generi oppure ha formulato un posizionamento con riserva. È probabile che in un prossimo futuro la sistematica interna dei Tabanidi possa essere ulteriormente migliorata con l'acquisizione di informazioni più approfondite dall'analisi cladistica, resta tuttavia l'incognita relativa alle numerose specie più o meno rare la cui descrizione verte su un vecchio lavoro di classificazione, aspetto ancora non risolto.
A conferma dello stato di incertezza riguardante la classificazione dei Tabanidae, è emblematico il caso di due specie del genere Hystriomyia. Il BioSystematic Database of World Diptera e altre banche dati tassonomiche citano le specie Hystromyia leucochaeta Zimin, 1983, e Hystriomyia valentinae Zimin, 1983, classificate fra i Tabanidae. Le sole informazioni relative al genere riguardano tuttavia Hystriomyia Portschinsky, 1881, e fanno riferimento alla descrizione di altre specie classificate fra i Tachinidae.